# Agnus Dei

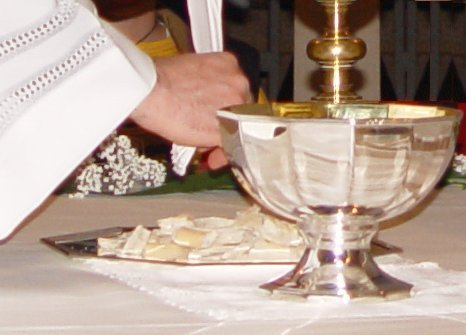
O rito da fração em que o Agnus Dei é cantado ou dito.

Agnus Dei é o nome em latim com o qual o "Cordeiro de Deus" é honrado nas liturgias cristãs descendentes da tradição litúrgica latina, incluindo as do catolicismo romano, luteranismo e anglicanismo. É o nome dado a uma oração específica que ocorre nessas liturgias e é o nome dado às peças musicais que acompanham o texto dessa oração.
O uso do título "Cordeiro de Deus" na liturgia é baseado em João 1:29, no qual São João Batista, ao ver Jesus, proclama "Eis o Cordeiro de Deus, que tira o pecado do mundo!"

## Uso litúrgico

### Igreja Católica Latina

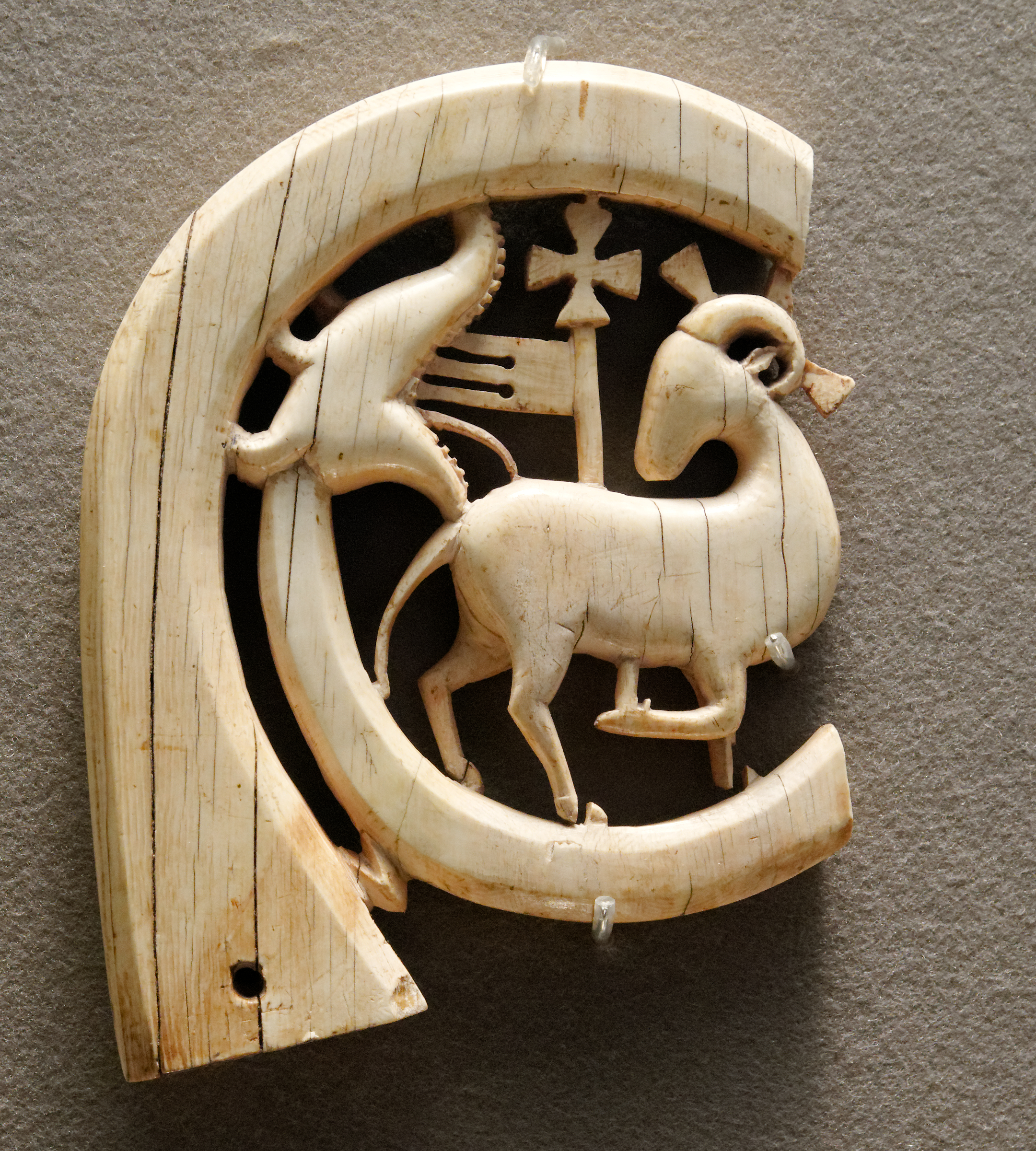
Escultura em marfim do século XIII, Louvre.

O costume sírio de um cântico dirigido ao Cordeiro de Deus foi introduzido na missa de rito romano pelo Papa Sérgio I (687-701) no contexto de sua rejeição do Concílio de Trullo de 692 (que foi bem recebido no Oriente do Império Bizantino), cujos cânones haviam proibido a representação iconográfica de Cristo como um cordeiro em vez de um homem.

| Agnus Dei, qui tollis peccata mundi, miserere nobis. Agnus Dei, qui tollis peccata mundi, dona nobis pacem. | Cordeiro de Deus, que tirais os pecados do mundo, tende piedade de nós. Cordeiro de Deus, que tirais os pecados do mundo, tende piedade de nós. Cordeiro de Deus, que tirais os pecados do mundo, dai-nos a paz. |
| —Latim | —Português |
O verso usado na primeira e na segunda invocações pode ser repetido quantas vezes forem necessárias enquanto o celebrante prepara a hóstia e o vinho para a comunhão.
Em uma Missa de Réquiem Tridentina, as palavras "miserere nobis" são substituídas por "dona eis requiem" (conceda-lhes descanso), enquanto "dona nobis pacem" é substituída por "dona eis requiem sempiternam" (dai-lhes descanso eterno). Praticamente todas as missas incluem o Agnus Dei.
O padre usa a frase "Cordeiro de Deus" novamente, mais tarde na missa. Ao mostrar as espécies eucarísticas ao povo antes de dar-lhes a Sagrada Comunhão, ele diz: "Ecce Agnus Dei, ecce qui tollit peccata mundi. Beati qui ad cenam Agni vocati sunt." ("Eis o Cordeiro de Deus, eis Aquele que tira os pecados do mundo. Bem-aventurados os que são chamados para a ceia do Cordeiro.")

### Igreja Anglicana
Os exemplos a seguir são encontrados no Livro de Oração Comum da Igreja Anglicana:

Ladainha:
Ó Cordeiro de Deus, que tirais os pecados do mundo, dai-nos a vossa paz. Ó Cordeiro de Deus, que tirais os pecados do mundo, tende piedade de nós.
Eucaristia:
Cordeiro de Deus, Filho de Deus Pai, que tirais os pecados do mundo, tende piedade de nós.
As versões a seguir são encontradas no Common Worship, que abrange recursos litúrgicos anglicanos alternativos, e também nos recursos litúrgicos da Igreja Episcopal:
Cordeiro de Deus, que tirais o pecado do mundo, tende piedade de nós.
Cordeiro de Deus, que tirais o pecado do mundo, tende piedade de nós.
Cordeiro de Deus, que tirais o pecado do mundo, dai-nos a paz.
Ó Cordeiro de Deus, que tirais os pecados do mundo, tende piedade de nós.
Ó Cordeiro de Deus, que tirais os pecados do mundo, tende piedade de nós.
Ó Cordeiro de Deus, que tirais os pecados do mundo, dai-nos a vossa paz.
Jesus, Cordeiro de Deus, tende piedade de nós.
Jesus, portador de nossos pecados, tende piedade de nós.

Jesus, redentor do mundo, dai-nos a paz.

### Igreja Luterana
A versão encontrada no Lutheran Service Book da Igreja Luterana - Sínodo de Missouri é:
Cordeiro de Deus, vós que tirais o pecado do mundo, tende piedade de nós.
Cordeiro de Deus, vós que tirais o pecado do mundo, tende piedade de nós.

Cordeiro de Deus, vós que tirais o pecado do mundo, dai-nos a vossa paz, dai-nos a vossa paz.

### Igreja Evangélica Protestante
Uma canção de adoração popular entre os protestantes evangélicos é uma interpretação do tradicional Agnus Dei por Michael W. Smith. Com base em uma paráfrase de Apocalipse 5, as palavras são:
Aleluia Aleluia
Por nosso Senhor Deus Todo-Poderoso
Aleluia Aleluia
Por nosso Senhor Deus Todo-Poderoso
Aleluia Santo
Santo
Tu és o Senhor Deus Todo-Poderoso
Digno é o Cordeiro
Digno é o Cordeiro

Santo
(A última estrofe se repete 3 vezes)
Uma tradução ucraniana foi cantada em 2015 em Lviv, na Ucrânia, durante a Guerra em Donbass em um evento organizado por Franklin Graham. A música foi cantada novamente na Páscoa de 2022 em Lviv por um coral de refugiados ucranianos que fugiam da Guerra Russo-Ucraniana.

### Na cultura popular
Fora do uso religioso, o texto foi usado por compositores e grupos como:
- Seigmen para Agnus Dei

- Elliot Goldenthal para Alien 3

- Keiki Kobayashi para Ace Combat 04: Shattered Skies

- Elitsa Alexandrova para Assassin's Creed Rogue

- Enya para a música Trains and Winter Rains

- Halsey para a música Castle

- Trilha sonora de Kuroshitsuji (Black Butler) para os episódios 17 e 18

- Jon Bellion para Ooh

- Enigma para a música Agnus Dei

- Rufus Wainright para a música Agnus Dei do álbum Want Two

- Mylène Farmer para Agnus Dei (1991)

- Dream Theater para a música Bridges in the Sky, do álbum A Dramatic Turn of Events

- Paul Ruskay para Homeworld

- Michael W. Smith para Agnus Dei (1990)

- O War Requiem de Britten, no qual o texto é intercalado com o poema de Wilfred Owen At a Calvary near the Ancre